# Ariolasoft
Ariolasoft è stata un'editrice di videogiochi tedesca, fondata nel 1986 separandosi dalla casa discografica Ariola Records.

## Storia
Le origini del marchio risalgono al 1982, quando venne creata una divisione della Ariola per la distribuzione in Europa dei prodotti di vari editori statunitensi come Electronic Arts e Brøderbund.
Successivamente Ariolasoft si dedicò alla pubblicazione vera e propria di giochi, anche originali, per i vari home computer diffusi in Europa. Divenne una GmbH a sé stante nel 1986.
Tra il 1984 e il 1988 operò anche Ariolasoft UK Ltd nel Regno Unito, che pubblicò giochi anche con le etichette 39 Steps, Reaktör Software e Viz Design.
Un'altra etichetta che pubblicò fu Starlight Software, con la quale aveva un accordo esclusivo per l'Europa nel 1987.
Nel 1990 l'azienda lasciò il gruppo e si trasformò in United Software GmbH tramite un management buyout. La United possedeva anche un'etichetta per i giochi a basso costo chiamata Art Edition.
United Software venne infine acquisita da MicroProse Germania nel 1993.

## Videogiochi pubblicati
Gli elenchi sono approssimativi e comprendono i giochi pubblicati, non solamente distribuiti.

### Originali
Ariolasoft
- Airline
- Asgard
- Das Haus
- Das Magazin
- Hanse
- Hellowoon: Das Geheimnis des Zauberstabs
- Hyperrace
- Inspektor Griffu
- Kaiser
- Lapis Philosophorum
- Ooze: Creepy Nites
- Qatbol
- Ritter
- Robot Commander
- This is E.F. IGES: Interactive Game Editor System (ambiente di sviluppo per uno sparatutto, 1984)[5]
- Vermeer
- Werner: Let's go!
- Yuppi's Revenge

Ariolasoft UK
- Batalyx
- Deactivators
- Golf Construction Set
- Hyperforce
- Mrs. Mop
- Panzadrome
- Scarabaeus o Invaders of the Lost Tomb
- Starburst: A Walk on the Wild Side
- Starship Andromeda
- Think!
- TUJAD
- Wild West

39 Steps
- Blitzkrieg
- Bride of Frankenstein
- They Stole a Million
- Triaxos

Reaktör
- Centurions
- Challenge of the Gobots
- Deadringer
- Kolonialmacht
- Mountie Mick's Deathride
- Out of This World
- Pile-Up!
- The Rubicon Alliance
- Zarjaz

Starlight Software
- Battle Droidz
- Deathscape
- Dogfight 2187
- Greyfell
- Hybrid

Viz Design
- Werewolves of London

Art Edition
- Carver
- Neuronics
- Reederei
- Zack!

### Non originali
Questi titoli sono stati pubblicati prima da altre aziende, per altre nazioni o altre piattaforme.
Ariolasoft
- Alley Cat
- Aztec Challenge
- Beyond the Forbidden Forest
- Blue Max 2001
- Caverns of Khafka
- Karateka
- Lode Runner
- Marble Madness
- The Mask of the Sun
- Netherworld (United Software)
- New York City
- One on One
- Paul Whitehead Teaches Chess
- Peter Beardsley's International Football
- Pinball Construction Set
- Robot Rascals
- Shamus: Case II
- Stealth

Ariolasoft UK
- Adventure Construction Set
- Archon
- Archon II: Adept
- Axis Assassin
- The Big Deal
- Camelot Warriors
- David's Midnight Magic
- The Fourth Protocol
- Hard Hat Mack
- M.U.L.E.
- Operation Whirlwind
- Racing Destruction Set
- Raid on Bungeling Bay
- Realm of Impossibility
- The Seven Cities of Gold
- Skyfox
- The Standing Stones
- Touchdown Football
- Wizard
- Zombies